# Rajon Jelsk

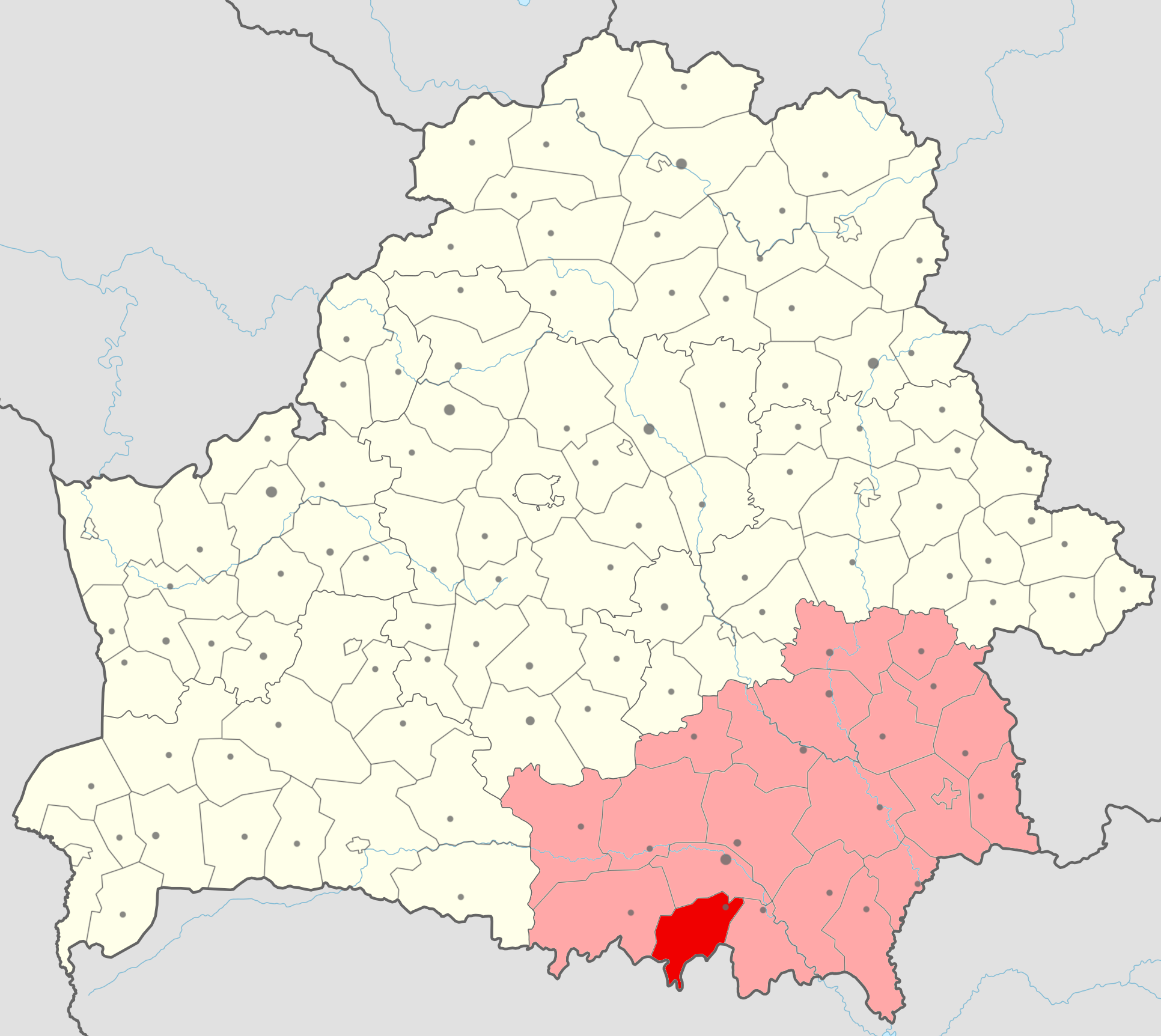
Rajon Jelsk, Karte

Der Rajon Jelsk (belarussisch Ельскі раён; russisch Ельский район) ist eine Verwaltungseinheit in der Homelskaja Woblasz in Belarus mit dem administrativen Zentrum in der Stadt Jelsk. Der Rajon hat eine Fläche von 1360 km² und umfasst 66 Ortschaften.

## Geographie
Der Rajon Jelsk liegt im südwestlichen Teil der Homelskaja Woblasz. Die Nachbarrajone in der Homelskaja Woblasz sind im Westen Leltschyzy, im Norden Masyr und im Osten Naroulja.